# Émile Gagnan
Émile Gagnan (n. 11 decembrie 1900, Saint-Jean-de-Losne, Bourgogne, Franța – d. 27 aprilie 1984, Paris, Île-de-France, Franța) a fost un inginer francez specializat în sectorul gazelor, co-inventator, cu Jacques-Yves Cousteau, al primului detentor aferent aparatului autonom de respirat sub apă în anul 1943.
După obținerea diplomei de inginer, este angajat la Air Liquide din Paris ca specialist în sisteme pneumatice de înaltă presiune.
Primul model de detentor era inspirat din detentorul folosit în timpul celui de-al doilea război mondial pentru buteliile de gazogen de pe automobile și adaptat pentru utilizare sub apă.
Acestui prim model i se aduc unele modificări cum ar fi fixarea supapei de evacuare a aerului expirat în camera detentorului la același nivel cu cea de inspirație și punerea unui al doilea furtun separat pentru expirație.
În anul 1943, Cousteau împreună cu Philippe Taillez și Frederic Dumas testează prototipul acestui aparat în râul Marne de lângă Paris fixat la trei butelii încărcate la presiunea de 175 bar fiecare. Deoarece aparatul se dovedește a fi sigur și deosebit de ușor de utilizat, este folosit și de către ceilalți membri ai familiei Cousteau, soția Simone Cousteau și cei doi fii. Se efectuează peste 500 de scufundări testând aparatul încercându-se determinarea limitelor de utilizare.
Aparatul suferă o serie de perfecționări ajungându-se în anul 1945 la renumitul detentor Cousteau-Gagnan, CG-45. Acesta va fi urmat de alte variante perfecționate și anume de detentorul Mistral și Super Mistral de tipul „detentor” dorsal cu un singur etaj și apoi de detentorul Acquilon cu două etaje separate. Toate aceste modele au fost produse la firma La Spirotechniques, o subsidiară a L'Air Liquide și comercializate în Franța începând cu anul 1946. În S.U.A. detentorul a fost comercializat sub numele de Aqualung.
Émile Gagnan și familia pleacă în anul 1947 în Canada unde este angajat la Canadian Air Liquide Ltd. din Montreal. Înființează aici un laborator unde continuă asiduu munca de cercetare și perfecționare al diverselor tipuri de detentoare pentru aparatele autonome de respirat sub apă.
În anul 2002 Émile Gagnan primește post-mortem premiul NOGI (New Orleans Grand Isle) al AUAS (Academy of Underwater Arts and Sciences), pentru merite deosebite aduse activității de scufundare.